# Michel Brown
Misael Browarnik Beiguel, conosciuto artisticamente come Michel Brown (Buenos Aires, 10 giugno 1976), è un attore e cantante argentino.

## Biografia
Figlio dell'attore argentino Carlos Brown e di Silvia Luisa Beiguel, iniziò la sua carriera artistica nel 1993 nel programma Jugate conmigo, condotto da Cris Morena, per poi recitare in varie telenovelas argentine. Raggiunse il successo nel 2003, quando interpretò Franco Reyes nella popolare serie colombiana Pasión de Gavilanes. Nel 2006 fu protagonista della serie colombiana Amores de mercado, in cui ricevette un premio per essere l'attore più bello. Partecipò anche alla seconda stagione della serie spagnola Fisica o chimica, nel ruolo del professore di teatro Miguel Belaza.
È sposato con l'attrice colombiana Margarita Muñoz

## Filmografia

### Cinema
- Pagafantas (2008)
- Hora cero (2009)
- Condones.com (2009)
- Contratiempo (2010)
- Cásese quien pueda (2012)
- Rumbos Paralelos, Amor de mamá  (2016)

### Televisione
- Life collage (1994)
- Chiquititas (1996)
- Las chicas de enfrente (1998)
- DKDA Sueños de juventud (1999)
- Lo que es el amor (2001)
- Súbete a mi moto (2002)
- Enamórate (2003)
- Pasión de Gavilanes (2003)
- Te voy a enseñar a querer (2004)
- Aquí no hay quien viva (2005)
- A tortas con la vida (2005)
- Decisiones (2005, 2006, 2010)
- Amores de mercado (2006)
- Madre Luna (2007)
- Fisica o chimica (Física o Química) (2008)
- El fantasma del Gran Hotel (2009)
- Mentes en Shock (2010)
- La Mariposa (2012)
- Correo de inocentes (2012)
- A corazón abierto (2012)
- Los Rey (2012)
- Mentiras perfectas (2013)
- La querida del Centauro (2016)
- Amar a muerte (2019)
- Hernán - serie TV (2019-in corso)
- Pálpito - serie TV (2022-in corso)

## Programmi televisivi
- Jugate conmigo (1994)
- Juntos por un Amiguito (1996)
- La gala de los Tres (2005)
- Gala de los más animales (2005)
- Gala de fin de Año (2005)
- Estoy por ti (2006)
- Desafío “La gran batalla” (2010)

## Teatro
- Chiquititas (1997-1998)

## Premi
- Premio Víctor Golden Awards
  - 2004 Migliore attore giovane per Pasión de Gavilanes: Vinto
- Premio Telenovela Bulgaria
  - 2004 Migliore attore giovane per Pasión de Gavilanes: Vinto
- Premio Mara de Oro Venezuela
  - 2004 Migliore attore protagonista di telenovelas straniere per Pasión de Gavilanes: Vinto
  - 2004 Migliore attore straniero per Pasión de Gavilanes: Vinto
- Premio India Catalina
  - 2013 Migliore attore protagonista di serie per La Mariposa: nomination

## Musica
- Michel (1997)